# 张忠 (南北朝)
張忠（？—？），字处顺，清河郡东武城县（今河北省衡水市故城县）人，北魏官员。
南燕尚书左仆射张华的儿子，張讜之兄。刘裕灭南燕，张华被俘虏。张忠在刘宋为合乡县令。魏太武帝南征，张忠归降，赐爵新昌男，官至新兴郡太守，在官任上去世。赠冀州刺史。